# مايكل هاينريش
مايكل هاينريش (بالألمانية: Michael Heinrich)‏ (و. 1957  م) هو عالم سياسة، ورياضياتي، وأستاذ جامعي، واقتصادي، وكاتب ألماني، ولد في هايدلبرغ.